# 成人學習者
成人學習者(adult learner或Learning in adulthood)係指己完成基本教育或第一階段教育者，再參與有組織的學習活動者，目的在增進新知、獲得技能或造成態度的改變。是離開正規學校教育、工作一段時間後，再回到學習行列者。可能是全時的，亦可能是在完成基礎教育後，再以部分時間參與有組織的學習活動者。
為何成人需要學習？學者畢蘭加(Belanger)認為，現在的問題已不是我們是否需要成人學習，而是成人學習有多麼重要。今日的重點在於如何因應日漸增多和分歧的需求，如何管理需求的爆炸。某些觀察者認為，成人學習者的學習和教育顯得諷刺，因其自身就是現代化過程的加害者與受害者。例如，臭氧層的破洞促使人們上課尋求建言，狂牛症刺激了參加素食烹飪課的人數，背痛則創造了人們上姿勢矯正班的需要。
就成人學習特性導向而言，其心理學習特性大致可分成四個時期：第一，空巢期：來自更年期的反思；第二，解放時期：因子女獨立而解放，有新的可能性，或婦女的解放，因為老公過世或退休的解放；第三，統整期：寫自傳，對自我一生的總結；第四，持續未完成的心願：想竭力去完成尚未如願的事情。
著名的成人學習理論學者諾爾斯(Knowles)曾針對成人學習者提出五大前提基礎，認為：成人的自我概念從依賴性轉化為自我引導；成人所累積的經驗，是豐富的學習資源；成人對學習的準備度，與其社會角色的發展任務息息相關；著重知識學習的即時應用，學習上較傾向問題中心，而非學科中心；成人學習受到內在因素驅使甚於外在因素。除上述外，老師和學生之間應該存在著教學相長的精神，成人學生在自我引導的學習下，能夠參與診斷他們的學習需求、規劃及實施、評估學習經驗。
亦即，成人學習者的自我概念、經驗、學習的準備度、問題中心的焦點以及內在動機等，都具有某種直覺上的有效性，使得 成人學習受到許多領域從業者及普遍大眾的歡迎。